# U-11
O Unterseeboot 11 foi um submarino alemão da Kriegsmarine que serviu como submarino de treinamento durante a Segunda Guerra Mundial. Não entrou em combate com nenhuma embarcação inimiga durante a guerra.
Foi retirado de serviço no dia 5 de Janeiro de 1945 e abertos buracos no casco para afundar no dia 3 de Maio de 1945.

## Comandantes
| Comandante                  | Data                                          |
| --------------------------- | --------------------------------------------- |
| Kptlt. Hans Rudolf Rösing   | 21 de Setembro de 1935 - 1 de Outubro de 1937 |
| Kptlt. Viktor Schütze       | 13 de Agosto de 1938 - 4 de Setembro de 1939  |
| Georg Peters                | 5 de Setembro de 1939 - 22 de Março de 1943   |
| Oblt. Gottfried Stolzenburg | 23 de Março de 1943 - 13 de Julho de 1944     |
| Oblt. Günter Dobenecker     | 14 de Julho de 1944 - 15 de Dezembro de 1944  |

## Carreira

### Subordinação
| 1 Set 1935 - 1 Ago 1939  | U-Bootschulflottille       |
| 1 Set 1939 - 30 Jun 1940 | U-Bootschulflottille       |
| 1 Jul 1940 - 30 Nov 1940 | 1. Unterseebootsflottille  |
| 1 Dez 1940 - 1 Mai 1941  | 21. Unterseebootsflottille |
| 1 Out 1941 - 28 Fev 1943 | 5. Unterseebootsflottille  |
| 1 Mar 1943 - 1 Dez 1944  | 22. Unterseebootsflottille |